# Roman Reiser

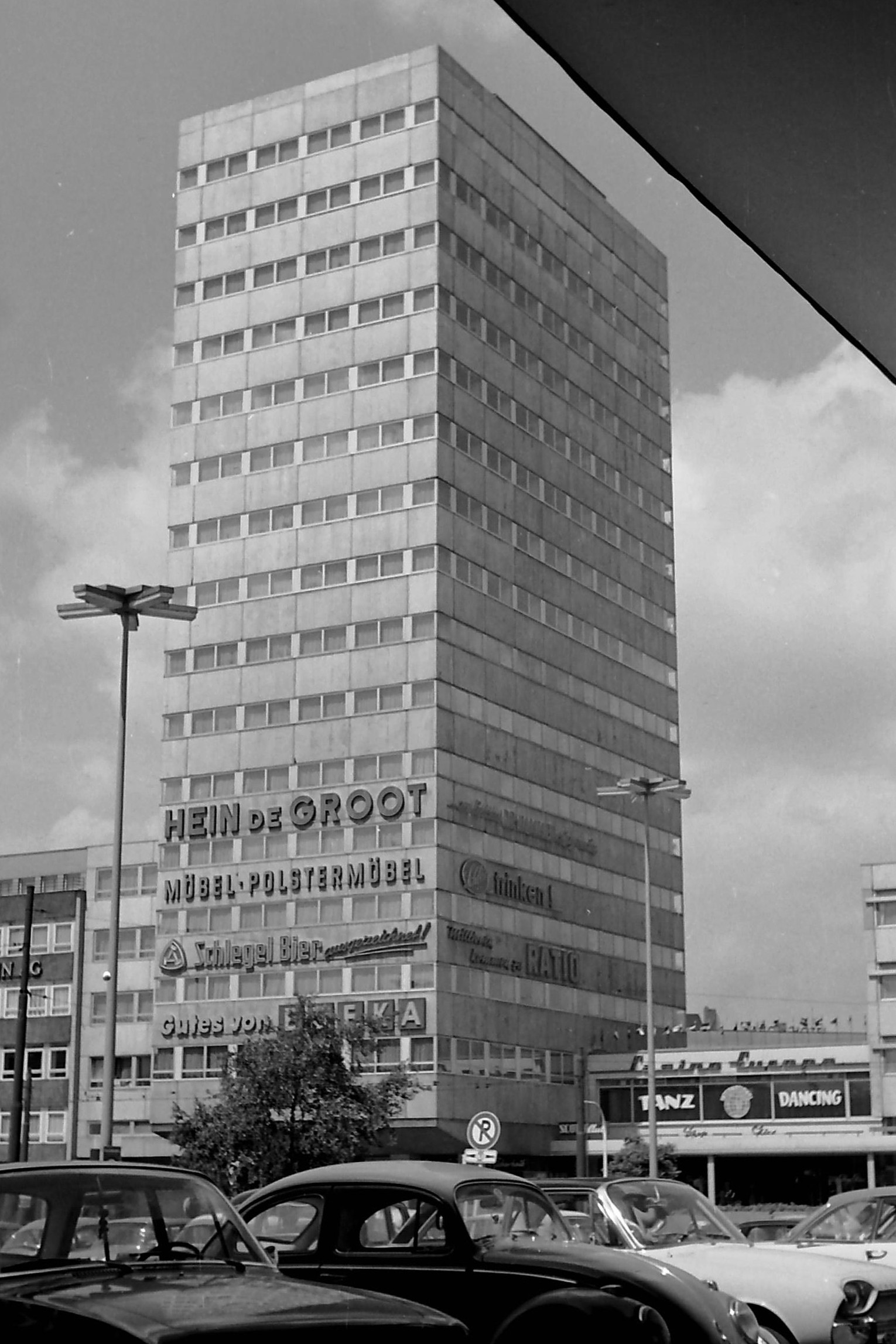
Das Europahaus kurz nach der Fertigstellung 1965, prägendes Gebäude der Bochumer Skyline

Roman Johann Reiser (* 18. September 1920 in Lauingen (Donau); † 26. August 2023 in Bochum) war ein deutscher Architekt.

## Leben
Roman Reiser schloss 1949 sein Studium an der Technischen Hochschule München als Diplom-Ingenieur ab. Seit dem Studium war er Mitglied der Münchener Burschenschaft Guelfia. Nach Beschäftigungen im Architekturbüro August Schröder in Bochum und bei der Oberpostdirektion Dortmund gründete er 1954 ein eigenes Architekturbüro in Bochum, heute Reiser & Partner Architekten BDA. Er errichtete Wohnhäuser und Zweckbauten in Bochum und Umgebung. Bauten von ihm, wie das Europahaus am Hauptbahnhof, welches jahrzehntelang das höchste Gebäude der Stadt war, prägen das Stadtbild. Einige seiner Bauten wurden ausgezeichnet, einige weitere Gebäude stehen unter Denkmalschutz. Reiser war langjähriges Mitglied des Bund der Architekten (BDA). Seit 1990 war er im Ruhestand.

## Bauten in Bochum (Auswahl)

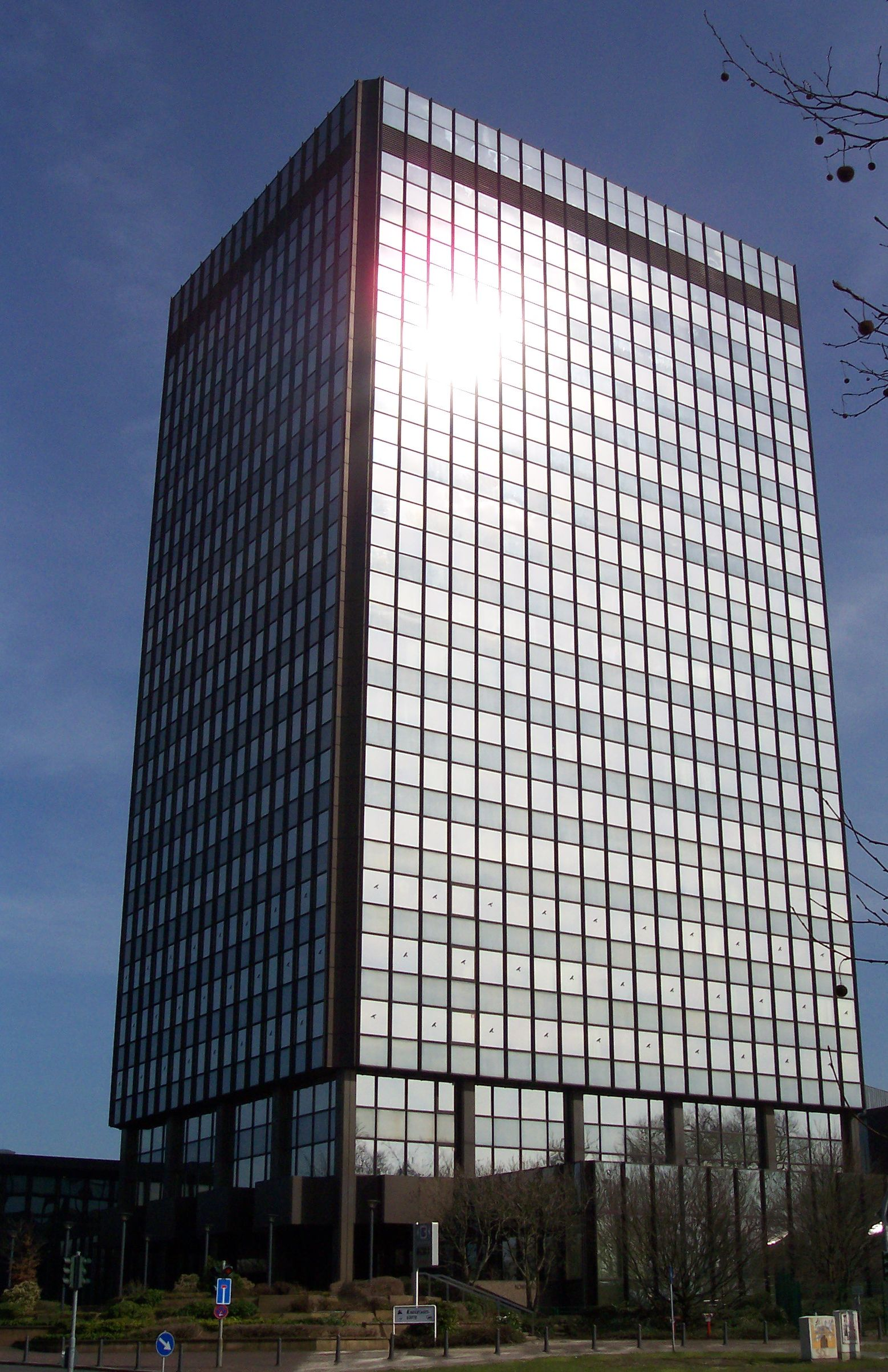
Bomin-Haus (1974–1975)

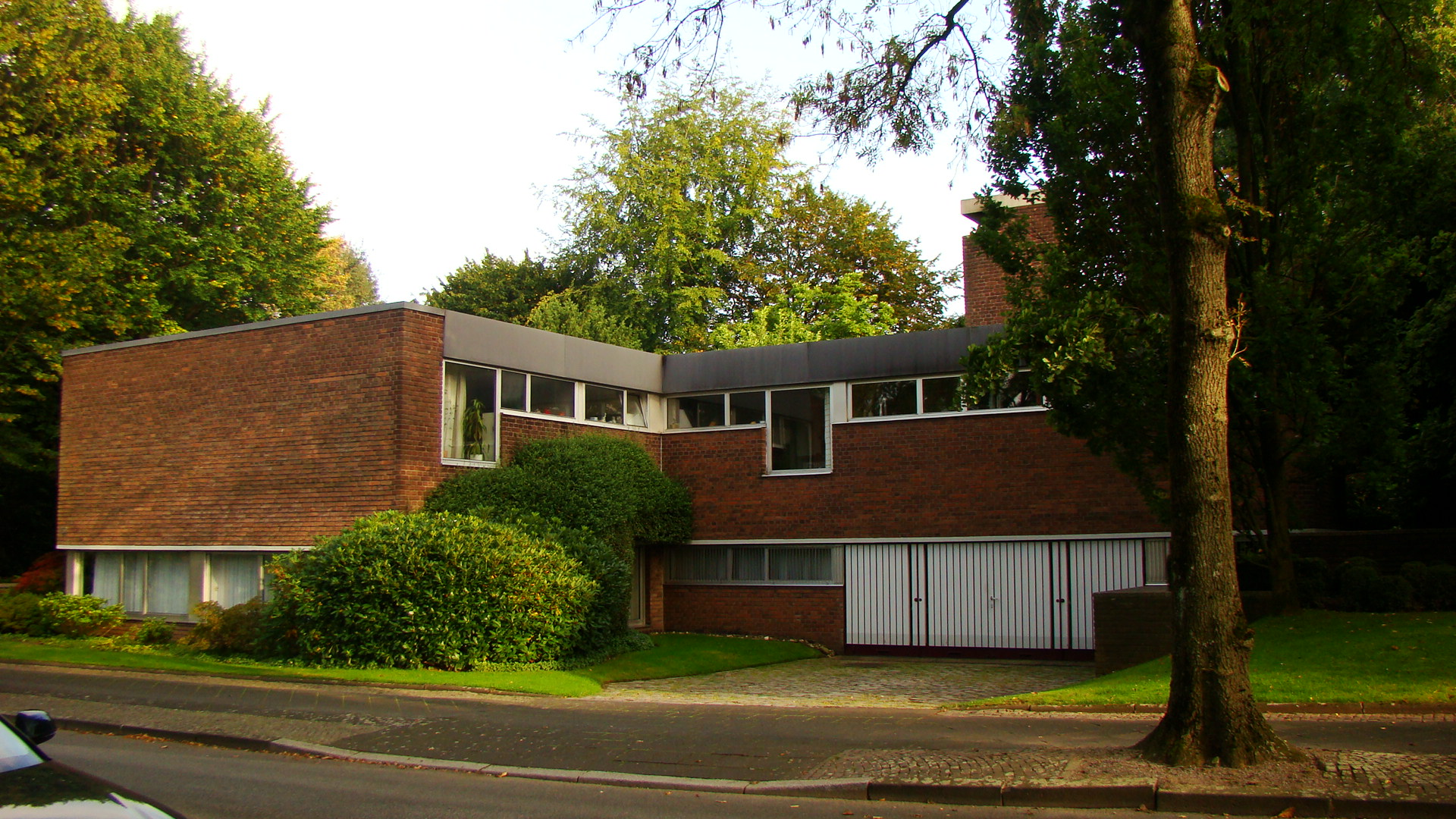
Wohn- und Atelierhaus (1963–1964)

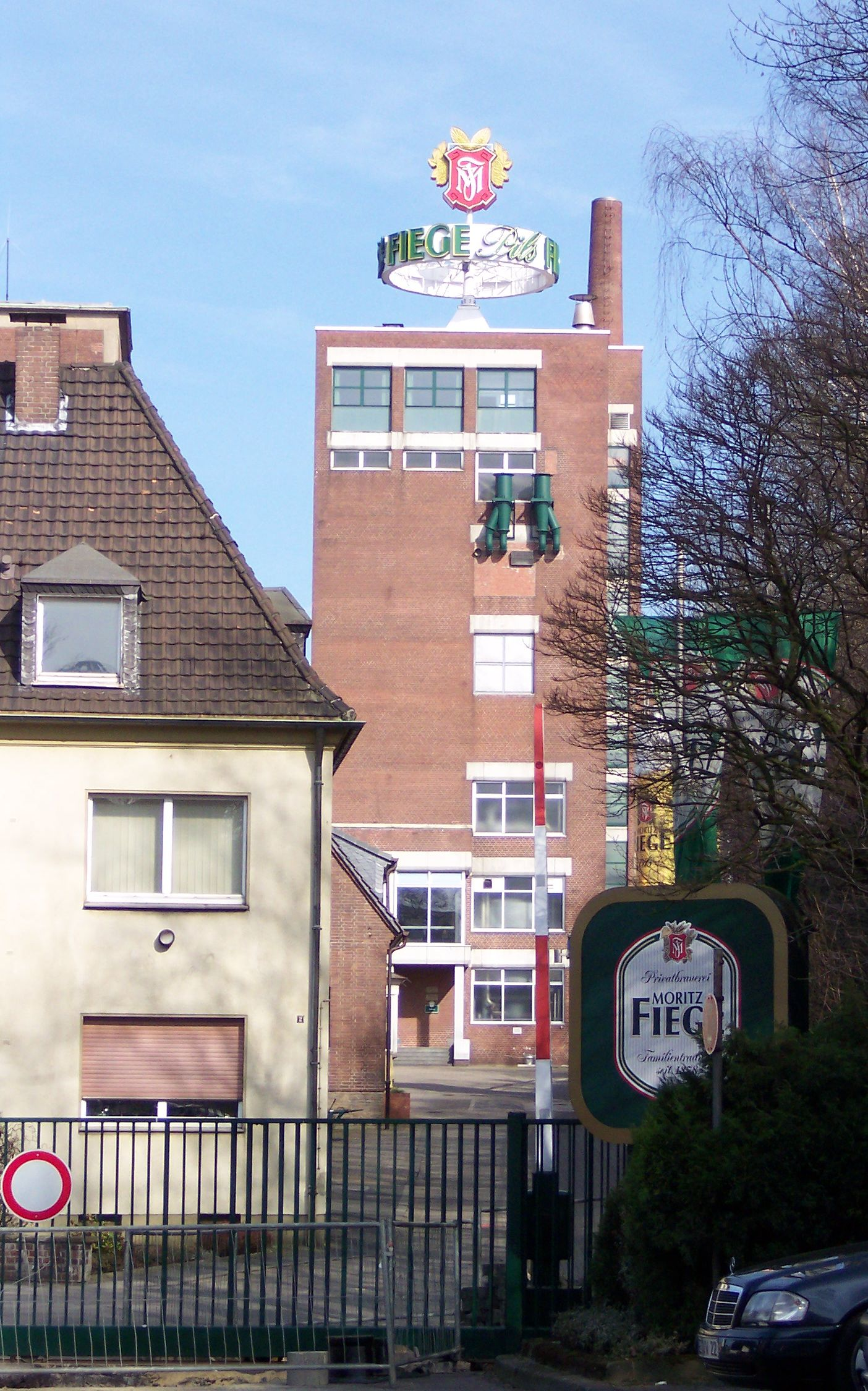
Sudhaus der Brauerei Moritz Fiege

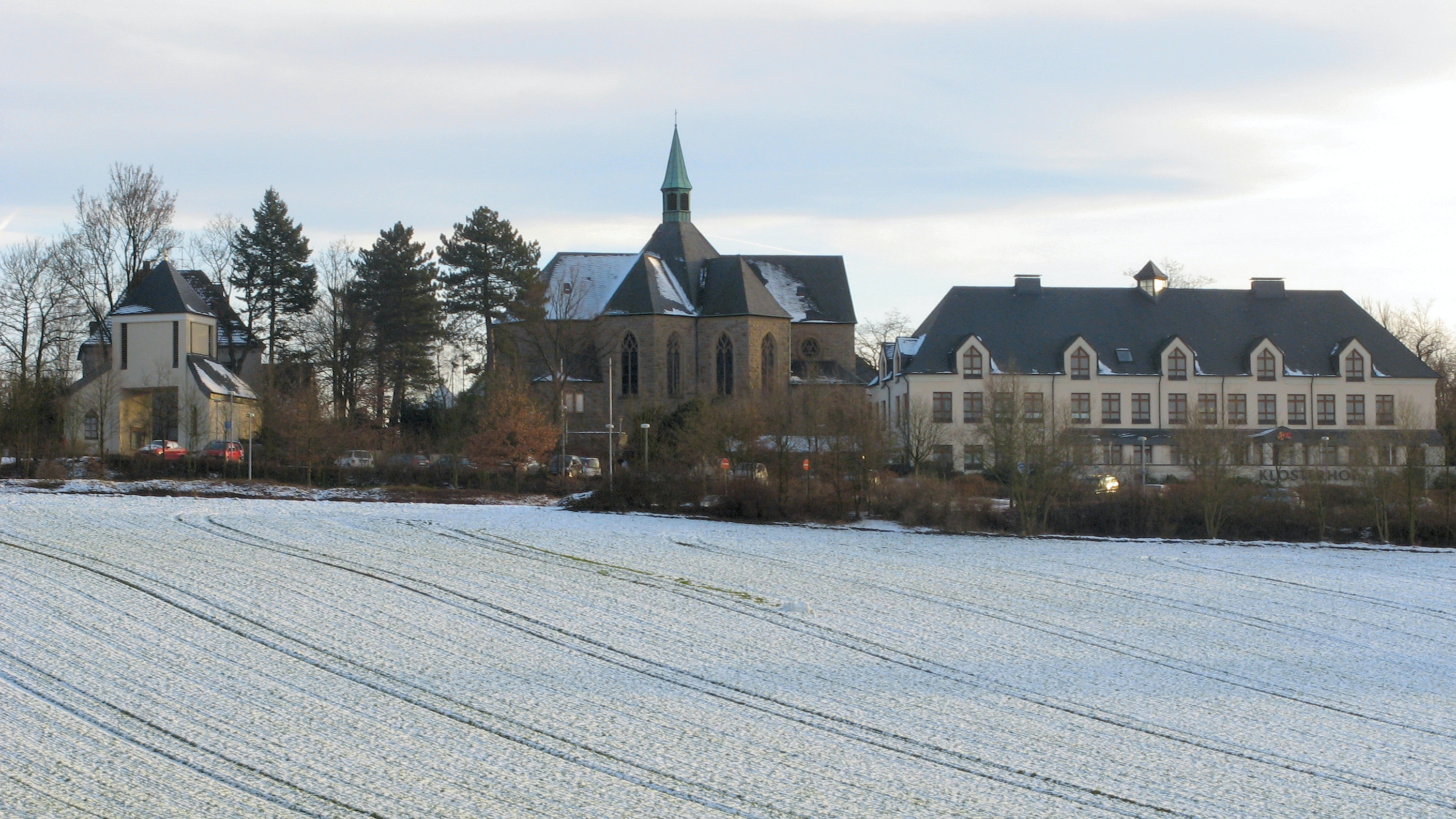
Neubauten des Klosters in Stiepel sind von Roman Reiser entworfen worden

- 1951–1953: Postamt in Bochum-Langendreer, Wallbaumweg 110 Lage [4][5]
- 1951–1953: Postamt in Bochum-Werne, Am Heerbusch 2 Lage [4][6]
- 1954–1955: Wohnhaus im Ruhrtal in Bochum-Stiepel (mit Wilhelm Freese)[7]
- 1956: Berglehrlingsheim der Carolinenglück-Bergbau AG in Bochum-Hamme, Overdyker Straße (nicht mehr vorhanden)[4][8]
- 1957: Doppelwohnhaus für leitende Angestellte der Bochumer Bergbau-AG, Arnikastraße 34/36, Bochum-Ehrenfeld, in der Denkmalliste der Stadt Bochum eingetragen unter A 629 und A 630 Lage [7][9]
- 1957: Atelierwohnhaus für den Künstler Ignatius Geitel, Kemnader Straße 14 a, Bochum-Stiepel, in der Denkmalliste der Stadt Bochum eingetragen unter A 536 Lage [10]
- 1957–1960: Siedlung für Bergarbeiter, Mehrfamilienhausgruppe, Dinnendahlstraße 41–43, Untere Heidestraße 62–68 und 65–73, Bochum-Hamme Lage[4]
- 1957: Wohn- und Geschäftshaus, Herner Straße 6 Lage
- vor 1957: Werksleiter-Wohnhaus der Zeche Vereinigte Engelsburg in Wattenscheid-Eppendorf[11]
- 1958 (Fertigstellung): Einfamilienhaus, Immenweg 2, Bochum-Weitmar (nicht mehr vorhanden)[4]
- vor 1959: Miethaus[12]
- 1960 (Fertigstellung): Einfamilienhäuser, Wanner Straße 25, 27 und 29, Bochum-Hamme Lage[4]
- 1959–1962: Trauerhalle in Bochum-Werne, Im Kerkdahl 6, in der Denkmalliste der Stadt Bochum eingetragen unter A 637 Lage [13]
- 1961–1962: Bürogebäude „Europahaus“, Kurt-Schumacher-Platz 3–7, Innenstadt Lage [4][6]
- 1961–1962: Trauerhalle in Bochum-Hiltrop, Hiltroper Busch 9 Lage [4][14]
- 1961–1962: Einfamilienhaus mit Einliegerwohnung für Dr.-Ing. Kurt Renner, Krockhausstraße 23, Bochum Lage [4][14][15]
- 1960–1963: Katholische Pfarrkirche St. Joseph, Im Hagenacker, Bochum-Hiltrop
- 1963 (Fertigstellung): Wohn- und Geschäftshaus Huestraße 10, Auszeichnung 1964, Innenstadt Lage
- 1963 (Fertigstellung): Wohnhaus, Königsallee 62–64, Bochum-Ehrenfeld[4]
- 1963–1964: eigenes Wohn- und Atelierhaus, Arnikastraße 38, Bochum-Ehrenfeld, in der Denkmalliste der Stadt Bochum eingetragen unter A 622 Lage [16]
- 1963–1964: Katholische Pfarrkirche St. Albertus Magnus mit Pfarrhaus und Kindergarten, Bochum-Wiemelhausen, in der Denkmalliste der Stadt Bochum eingetragen unter A 628 Lage [16]
- 1963–1964: Wohnhaus Wahrmann, Schattbachstraße 74, Bochum-Laer Lage [4][17]
- 1964–1965: Einfamilienhaus für Dr. Franz Althoff, In der Schornau 62, Bochum-Langendreer Lage [18]
- 1965 (Fertigstellung): Friedhofsbauten in Bochum-Hordel, Im Zugfeld 70 Lage[4]
- 1965 (Fertigstellung): Einfamilienhaus, Krockhausstraße 21, Bochum-Stiepel Lage[4]
- 1965–1968: Wohnanlage für Landesbedienstete, Auf dem Aspei 53–63, Bochum-Querenburg[4]
- 1963–1967: Wohnungen für Universitätsbedienstete und Bebauungsplan des ehemaligen Zechengeländes Julius Phillip unter Einbezug des Malakowturms,[19] Markstraße 260–268, Bochum-Wiemelhausen[4]
- 1967 (Fertigstellung): Landesstraßenbauamt, Harpener Hellweg 1, Bochum-Harpen Lage[20]
- 1968 (Fertigstellung): Studentenwohnheim Carl-Schurz-Haus, Markstraße 190, Bochum
- 1967–1969: Neubauten der Privatbrauerei Moritz Fiege, Scharnhorststraße, Innenstadt Lage
- 1967–1971: Internationales Studentenwohnheim „Hegge-Kolleg“, Glücksburger Straße 27–35, Bochum-Wiemelhausen, in der Denkmalliste der Stadt Bochum eingetragen unter A 648 Lage [4][21]
- 1974 (Fertigstellung): Wohnhäuser-Gruppe, Merianstraße 14–24, Bochum-Querenburg[4]
- vor 1968: Wohnhaus Laue in Bochum-Stiepel[22][23]
- 1973: Erweiterungsbau für das Modehaus Baltz, Grabenstraße, Innenstadt Lage [18]
- 1974–1975: Verwaltungsgebäude Bomin-Haus, Königsallee 175, Bochum-Wiemelhausen (veränderte Außenfassade)[6] Lage [4]
- 1975 (Fertigstellung): Schulzentrum Ost mit Erweiterung des Lessing-Gymnasiums und Neubau der Stadtbücherei, Ottilienstraße 12 und Unterstraße 71, Bochum-Langendreer[4]
- 1980–1981: Seniorenwohnungen „Ökumenisches Altenzentrum Kaiseraue“, Josephinenstraße 25–31, Bochum-Grumme[4]
- 1985–1987: Geschäftsgebäude der Deutschen Bank, Husemannplatz 5a, Innenstadt[4]
- 1988–1990: Zisterzienserkloster mit Pfarr- und Pilgerheim und Bernardikapelle, Am Varenholt 9, Bochum-Stiepel Lage[24]
- 1990 (Fertigstellung): Von-Waldthausen-Grundschule, Von-Waldthausen-Straße 82, Bochum-Werne[4]

## Bauten an anderen Orten
- 1957: Wohnhaus in Dortmund-Lücklemberg, Auf der Telge[11][25]
- 1958: Wohnhäuser mit Gartenanlage für den Bergwerksdirektor Wilhelm Brandhoff in Dortmund-Hombruch, Heidekrugweg 4–6[26][27], in der Denkmalliste der Stadt Dortmund eingetragen unter A0966
- vor 1960: Haus eines Werkmeisters in Gundelfingen an der Donau[7]
- vor 1960: Bungalow in Lauingen[7]
- 1970–1971: Geschäftshaus Voswinkel in Dortmund, Westenhellweg[28]

## Ehrungen und Auszeichnungen
- Plakette im Wettbewerb „Schöne Bauten 1945–1957“ der Stadt Bochum für den ersten Bauabschnitt der Bergarbeitersiedlung in Hamme[4]
- Belobigung im Wettbewerb „Schöne Bauten 1945–1957“ der Stadt Bochum für die Post in Werne[4]
- Belobigung im Wettbewerb „Schöne Bauten 1958–1963“ der Stadt Bochum für die Huestraße 10[29], die Trauerhalle in Hiltrop, das Europahaus, das Wohnhaus Immenweg 2 und die Wohnhäuser Wanner Straße in Hamme[4]
- 2023: Ehrenplakette der Stadt Bochum für sein architektonisches Wirken im Bochumer Stadtbild[30]